# Грамота Верховного главнокомандующего Вооружёнными силами Российской Федерации
Грамота Верховного Главнокомандующего Вооружёнными Силами Российской Федерации — форма поощрения за заслуги в исполнении воинского долга, обеспечении безопасности государства и укреплении его обороноспособности. Учреждена 5 мая 2009 года Указом Президента Российской Федерации.

## Положение о Грамоте
Грамотой награждаются:
- объединения, соединения, воинские части (корабли), организации и учреждения Вооружённых Сил Российской Федерации, других войск, воинских формирований и органов,
- предприятия, организации и учреждения независимо от формы собственности, выполняющие государственный оборонный заказ,
- объединения, соединения, воинские части (корабли) и организации вооружённых сил иностранных государств.

Награждение производится за заслуги в исполнении воинского долга, обеспечении безопасности государства и укреплении его обороноспособности.
О награждении Грамотой издаётся приказ Верховного Главнокомандующего Вооружёнными Силами Российской Федерации.
Повторное награждение Грамотой не производится.

## Награждённые
- 19 марта 2010 года — крейсер Королевского Военно-морского флота Соединённого Королевства Великобритании и Северной Ирландии «Белфаст» — за мужество и героизм, проявленные экипажем крейсера Королевского Военно-морского флота Соединённого Королевства Великобритании и Северной Ирландии «Белфаст» при защите транспортных конвоев, доставлявших военную помощь Союзу Советских Социалистических Республик в годы Второй мировой войны[1].
- 12 июля 2011 года — 154-й отдельный комендантский полк — за образцовое обеспечение государственных мероприятий с участием высших должностных лиц Российской Федерации и заслуги в исполнении воинского долга[2]
- 6 мая 2016 года — Президентский полк Службы коменданта Московского Кремля Федеральной службы охраны Российской Федерации — за заслуги в обеспечении безопасности государства[3].
- 7 июля 2016 года — Международный противоминный центр Вооруженных Сил Российской Федерации — за заслуги в обеспечении безопасности государства, укреплении его обороноспособности, мужество, отвагу и самоотверженность, проявленные личным составом при исполнении воинского долга[4].
- 10 октября 2016 года — Акционерное общество «Научно-производственная корпорация «Уралвагонзавод» имени Ф. Э. Дзержинского» — за заслуги в укреплении обороноспособности государства, разработке и создании современных образцов вооружения и военной техники[5].
- 1 сентября 2017 года — Екатеринбургское суворовское военное училище.
- 5 октября 2017 года — Новосибирское высшее военное командное училище.
- 26 октября 2017 года — Учебный центр боевого применения Ракетных войск и Артиллерии Сухопутных войск.[6]
- 1 декабря 2018 года — Уссурийское суворовское военное училище.
- 22 ноября 2018 года — Главное автобронетанковое управление Министерства обороны Российской Федерации.